# روفینو سگوویا
روفینو سگوویا (انگلیسی: Rufino Segovia؛ زادهٔ ۱ مارس ۱۹۸۵) بازیکن فوتبال اهل اسپانیا است.
از باشگاه‌هایی که در آن بازی کرده‌است می‌توان به باشگاه فوتبال رایو وایکانو، باشگاه فوتبال اتلتیکو مادرید، باشگاه فوتبال آلباسته بالومپیه، باشگاه ورزشی کیتچی، باشگاه فوتبال اتلتیکو مادرید بی، و باشگاه فوتبال بوداپست هونود اشاره کرد.